# Fufius funebris
Fufius funebris is een spinnensoort uit de familie Cyrtaucheniidae. De soort komt voor in Brazilië.